# Жигилий, Людмила Васильевна
Людми́ла Васи́льевна Жиги́лий (до 1977 — Борозна; р. 2 января 1954, Ленинград) — советская волейболистка, игрок сборной СССР (1972—1978). Олимпийская чемпионка 1972, двукратный призёр чемпионатов мира, победитель розыгрыша Кубка мира 1973, чемпионка Европы 1977, двукратная чемпионка СССР. Заслуженный мастер спорта России (2003).

## Биография
Родилась и начала заниматься волейболом в Ленинграде. До 1976 выступала за команду «Спартак» (Ленинград). В 1971 в составе сборной Ленинграда выиграла серебряные медали Спартакиады народов СССР. В 1976 вышла замуж за известного советского баскетболиста Владимира Жигилия и переехала в Москву. В 1977—1983 играла за московское «Динамо», в составе которого стала двукратной чемпионкой СССР и двукратным призёром союзных первенств, а также обладателем Кубка СССР и Кубка европейских чемпионов.
В 1971 и 1973 годах в составе молодёжной сборной СССР становилась чемпионкой Европы.
В национальной сборной СССР в официальных соревнованиях выступала в 1972—1978 годах. В её составе неоднократно становилась победителем и призёром крупнейших международных турниров, в том числе олимпийской чемпионкой 1972, двукратным призёром чемпионатов мира, победителем первого розыгрыша Кубка мира 1973, чемпионкой Европы 1977.
После завершения спортивной карьеры работала преподавателем физвоспитания.
В 1973 году Людмиле Борозне было присвоено звание мастер спорта международного класса, а в 2003 — заслуженный мастер спорта России.

## Достижения

### Клубные
- двукратная чемпионка СССР — 1977, 1983;
  - двукратный бронзовый призёр чемпионатов СССР — 1978, 1979;
- обладатель Кубка СССР 1976;
- победитель розыгрыша Кубка европейских чемпионов 1976/1977;

### Со сборными
- олимпийская чемпионка 1972;
- серебряный (1974) и бронзовый (1978) призёр чемпионатов мира;
- победитель розыгрыша Кубка мира 1973;
  - участница розыгрыша Кубка мира 1977;
- чемпионка Европы 1977;
- двукратная чемпионка Европы среди молодёжных команд - 1971, 1973;
- серебряный призёр Спартакиады народов СССР 1971 в составе сборной Ленинграда.

## Награды и звания
- Мастер спорта СССР международного класса (1973);
- Заслуженный мастер спорта России (2003).

## Источник
- Волейбол. Энциклопедия/Сост. В. Л. Свиридов, О. С. Чехов. Томск: Компания «Янсон» — 2001.